# (2734) Hašek
Pour les articles homonymes, voir Hašek.
(2734) Hašek est un astéroïde évoluant dans la ceinture principale, découvert le 1er avril 1976 par l'astronome russe Nikolaï Tchernykh, depuis l'observatoire d'astrophysique de Crimée à Naoutchnyï.
Il a été nommé en l'honneur de l'écrivain tchèque Jaroslav Hašek.

## Compléments